# Listen Like Thieves
| Оценки критиков      | Оценки критиков |
| Источник             | Оценка          |
| -------------------- | --------------- |
| AllMusic             | [ 2 ]           |
| Rolling Stone (1985) | (положительная) |
| Rolling Stone (2004) | [ 4 ]           |

Listen Like Thieves — пятый студийный альбом австралийской рок-группы INXS, издан 14 октября 1985 года. Считается прорывным альбомом в карьере группы, именно на нём вышел сингл — «What You Need», который попал в Top-5 хит-парада США (самый лучший результат для INXS на тот момент). Этот альбом также ознаменовал начало успешного сотрудничества коллектива с продюсером Крисом Томасом, который приложил руку к записи следующих самых успешных альбомов группы — Kick (1987) и X (1990).
Музыкальные видео были сняты на песни, которые также вышли синглами: «This Time», «What You Need», «Kiss the Dirt (Falling Down the Mountain)» и «Listen Like Thieves».
В США альбом получил двукратный платиновый статус. Тираж альбома составил 2 миллиона экземпляров.
В 1986 году в качестве группы разогрева INXS выступили перед Queen на их знаменитых концертах на Уэмбли.

## Список композиций
| №   | Название                                    | Автор(ы)                                                                       | Длительность |
| --- | ------------------------------------------- | ------------------------------------------------------------------------------ | ------------ |
| 1.  | «What You Need»                             | Эндрю Фаррисс, Майкл Хатченс                                                   | 3:35         |
| 2.  | «Listen Like Thieves»                       | Гэрри Гэри Бирс, Э. Фаррисс, Джон Фаррисс, Тим Фаррисс, Хатченс, Кирк Пенгилли | 3:47         |
| 3.  | «Kiss the Dirt (Falling Down the Mountain)» | Э. Фаррисс, Хатченс                                                            | 3:56         |
| 4.  | «Shine Like It Does»                        | Э. Фаррисс, Хатченс                                                            | 3:05         |
| 5.  | «Good + Bad Times»                          | Хатченс, Пенгилли                                                              | 2:46         |
| 6.  | «Biting Bullets»                            | Хатченс, Пенгилли                                                              | 2:49         |
| 7.  | «This Time»                                 | Э. Фаррисс                                                                     | 3:11         |
| 8.  | «Three Sisters (Instrumental)»              | T. Фаррисс                                                                     | 2:27         |
| 9.  | «Same Direction»                            | Э. Фаррисс, Хатченс                                                            | 4:58         |
| 10. | «One x One»                                 | Э. Фаррисс, Хатченс                                                            | 3:05         |
| 11. | «Red Red Sun»                               | Э. Фаррисс, Д. Фаррисс                                                         | 3:32         |

## Участники записи
- Майкл Хатченс — вокал
- Гэрри Гэри Бирс — бас-гитара
- Эндрю Фаррисс — гитара, клавишные
- Джон Фаррисс — перкуссия, ударные
- Тим Фаррисс — гитара
- Кирк Пенгилли — гитара, саксофон, бэк-вокал

## Хит-парады
| Страна         | Место |
| -------------- | ----- |
| Австралия      | 2     |
| Великобритания | 48    |
| Канада         | 24    |
| Новая Зеландия | 4     |
| США            | 11    |
| Швейцария      | 30    |

## Синглы
Всего было выпущено 5 синглов:
- «This Time»/«Sweet as Sin» (Сентябрь 1985)
- «What You Need»/«I’m Over You» (Декабрь 1985)
- «Listen Like Thieves»/«Different World» (Апрель 1986)
- «Kiss the Dirt (Falling Down the Mountain)»/«Six Knots» (Август 1986)
- «Shine Like It Does» (1986)

## Дополнительные факты
- В мае 1994 года INXS исполнили «What You Need» на фестивале The Great Music Experience[14] (проходившем в древнем буддистском храме Тодай-дзи на горе Нара, Япония) под аккомпанемент традиционных японских инструментов[15].
- «Kiss the Dirt» звучит в игре GTA Vice City на радиостанции Flash FM.